# Campo de Boiro
El Campo Boiro o Campo Mamadou Boiro fue un antiguo cuartel de guardias republicanos y un campo de concentración dependiente de las fuerzas militares guineanas que funcionó desde 1958 hasta 1984, durante la presidencia de Ahmed Sékou Touré, localizado en Donka, un suburbio dentro de Conakri, en la República de Guinea.

## El campo
El campo de concentración, localizado en las coordenadas 09°32′13″N 13°41′08″O / 9.53694, -13.68556, albergaba a una gran cantidad de presos políticos del régimen, por ejemplo, el Arzobispo Raymond Marie Tchidimbo, exarzobispo de Conakri y autor de "Un sacerdote en las cárceles de Sekou Touré", los opositores políticos de Sekou Touré fueron encontrados en el campamento que parecía ser un campo simple de la guardia presidencial. Entre los prisioneros destacados, aparte del mencionado anteriormente, se incluye al que fuera secretario general de la Organización de la Unidad Africana, Diallo Telli, que murió de inanición provocada el 1 de marzo de 1977.
En este campo se estima que fueron detenidas más de 50 000 personas durante su función como campo de concentración. Luego de que Ahmed Sékou Touré muriera el 26 de marzo de 1984 y su sucesor Louis Lansana Beavogui encarcelado, el campo se cerró definitivamente bajo el coronel Lansana Conté.